# Coivrel
Coivrel ist eine französische Gemeinde mit 245 Einwohnern (Stand 1. Januar 2022) im Département Oise in der Region Hauts-de-France (vor 2016 Picardie). Sie gehört zum Arrondissement Clermont und zum Kanton Estrées-Saint-Denis (bis 2015 Maignelay-Montigny). Die Einwohner werden Coivrillons genannt.

## Geographie
Coivrel liegt etwa 40 Kilometer westnordwestlich von Compiègne. Umgeben wird Coivrel von den Nachbargemeinden Godenvillers im Norden, Tricot im Osten, Montgérain im Südosten, Saint-Martin-aux-Bois im Süden sowie Maignelay-Montigny im Westen.

## Bevölkerungsentwicklung
| Jahr                      | 1962 | 1968 | 1975 | 1982 | 1990 | 1999 | 2006 | 2013 |
| Einwohner                 | 206  | 193  | 166  | 168  | 223  | 232  | 251  | 253  |
| Quelle: Cassini und INSEE |      |      |      |      |      |      |      |      |

## Sehenswürdigkeiten
- Reste einer gallorömischen Befestigung
- Kirche Saint-Martin aus dem 16. Jahrhundert (siehe auch: Liste der Monuments historiques in Coivrel)